# フェラーリ・F80
フェラーリ・F80（Ferrari F80）は、イタリアの自動車メーカー、フェラーリが製造しているハイブリッドハイパーカーである。世界799台限定で販売予定。

## 概要
フェラーリは創立80周年を記念して、1984年に誕生した「GTO（288GTO）」から「F40」「F50」「エンツォ」「ラ フェラーリ」と続く、“スペチアーレ”（スペシャルモデル）の最新作を2024年10月17日に世界初公開した。生産は2025年に開始し、2027年に終了予定である。799台のみが製造され、そのすべてがすでに顧客によって予約されており、1台の価格は約350万ユーロ（約5億6350万円）である。

## デザイン

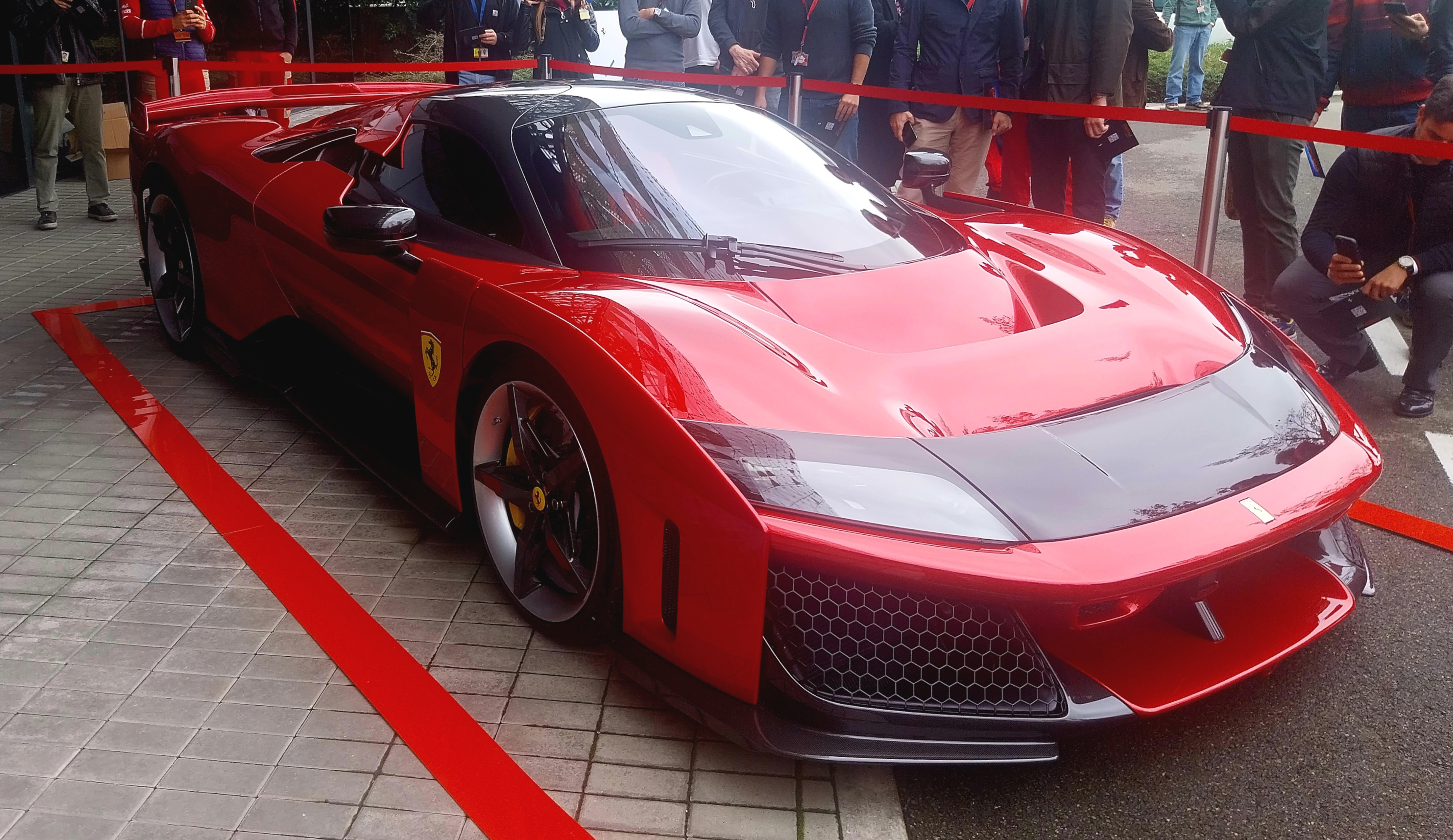
マラネッロのフェラーリ工場に展示されたF80

F80のデザインはラ フェラーリに引き続き、フラビオ・マンツォーニ率いる自社デザインチーム、「フェラーリ・デザイン」によるもので、フェラーリ創立40周年を記念したF40とフェラーリ・デイトナSP3からインスピレーションを得ている。

## メカニズム
フェラーリとして初となる電動ターボを採用し、フェラーリ・499P由来のTipo F163 CF製の3.0LV型6気筒ツインターボと3つの電気モーターからなるハイブリッドパワートレインを採用。エンジン単体の最高出力は900 PS（662 kW、888 hp）を、3つの電気モーターは最高出力300 PS（221 kW、296 hp）を発生させ、これらのトータル最高出力1,200 PS（883 kW、1,184 hp）を発揮する。フェラーリが生産するロードカーの中で最もパワフルな車両である。
最高速度は350km/hと公表されており、0-100km/h加速は2.15秒、0-200km/h加速は5.75秒。また、1トンを超えるダウンフォースを発生させ、高速走行時には1,050kgを生み出す。フィオラノ・テストコースで1分15秒30のラップタイムを記録し、公道走行可能なフェラーリとしては最速記録を保持している。